# Elias Khoury Sleman
Elias Khoury Sleman (ur. 16 sierpnia 1951 w Hikr Siman) – syryjski duchowny maronicki, w latach 2012-2015 biskup Latakii, od 2015 przewodniczący Patriarchalnego Trybunału Apelacyjnego.

## Życiorys
Święcenia kapłańskie przyjął 29 sierpnia 1987. Był m.in. przełożonym niższego seminarium w Dahr Safra, kapelanem bejruckiego uniwersytetu La Sagasse, założycielem centrum formacyjnego dla dorosłych w Khrab oraz sędzią libańskiego trybunału kościelnego.
5 czerwca 2011 został wybrany na biskupa Latakii, wybór potwierdzono 16 stycznia 2012. Sakrę biskupią otrzymał 25 lutego 2012. 14 marca 2015 został mianowany przewodniczącym Patriarchalnego Trybunału Apelacyjnego, w związku z czym zrezygnował z urzędu biskupiego.